# Lyropupa perlonga
Lyropupa perlonga је пуж из реда Stylommatophora и фамилије Pupillidae. 

## Угроженост
Ова врста је наведена као изумрла, што значи да нису познати живи примерци.

## Станиште
Врста Lyropupa perlonga је имала станиште на копну.